# 라일라 클레어의 전설
《라일라 클레어의 전설》(The Legend Of Lylah Clare)은 미국에서 제작된 로버트 알드리치 감독의 1968년 드라마 영화이다. 킴 노박 등이 주연으로 출연하였고 로버트 알드리치 등이 제작에 참여하였다.

## 출연

### 주연
- 킴 노박
- 피터 핀치

### 조연
- 어네스트 보그나인
- 밀튼 셀저
- 로셀라 폴크
- 가브리엘 틴티

## 기타
- 미술: 조지 W. 데이비스
- 미술: 윌리엄 글래스고
- 의상: 레니